# TRAPPIST-1h
TRAPPIST-1h – skalista planeta pozasłoneczna krążąca wokół bardzo chłodnego czerwonego karła TRAPPIST-1 oddalonego o 39 lat świetlnych (około 12 parseków) od Słońca, znajdującego się w gwiazdozbiorze Wodnika. Została odkryta metodą tranzytu przez Kosmiczny Teleskop Spitzera.

## Charakterystyka
Jest to ostatnia (licząc od gwiazdy) z siedmiu planet znajdujących się w układzie gwiazdy TRAPPIST-1. Krąży poza obrębem ekosfery układu, w związku z czym prawdopodobieństwo, że na jej powierzchni występuje woda w stanie ciekłym jest bardzo niskie. Planeta ma wymiary nieco mniejsze od Ziemi i okrąża swoją gwiazdę w niecałe 19 ziemskich dni.